# Wincenty Ballester Far
Wincenty Ballester Far, Vicente Ballester Far (ur. 5 lutego 1888 w Benidoleig, zm. 23 września 1936 w Benisie) – hiszpański błogosławiony Kościoła katolickiego.

## Życiorys
Studiował w seminarium duchownym w Walencji i zdobył stypendium, a w 1913 roku otrzymał święcenia kapłańskie. Pełnił później obowiązki kapelana augustianek w Jávea. Jest jedną z ofiar antykatolickich prześladowań religijnych okresu wojny domowej w Hiszpanii.
Wincentego Ballestera Fara beatyfikował Jan Paweł II w dniu 11 marca 2001 roku jako męczennika zamordowanego z nienawiści do wiary (łac. odium fidei) w grupie 232 towarzyszy Józefa Aparicio Sanza.